# Mr. Marcus
Mister Marcus, pseudonimo di Marcus Jesse Spencer (Pomona, 4 settembre 1970), è un attore pornografico statunitense.

## Carriera
All'età di 16 anni inizia a praticare culturismo. Per un certo periodo, tra i 18 e i 23 anni, lavora come ballerino esotico, camionista, e magazziniere.
Inizia ad avvicinarsi all'industria del porno semplicemente facendo la conoscenza dell'importante produttore dell'epoca Randy Detroit. Nel 1994, in occasione dell'annuale convention della rivista di settore AVN, incontra il regista/produttore Ron Hightower e la pornostar Juanita Chong, che lo introducono definitivamente nel mondo dell'Hard. Fino al 2001 ha avuto una relazione con l'attrice Silvia Saint.

## Il caso di sifilide

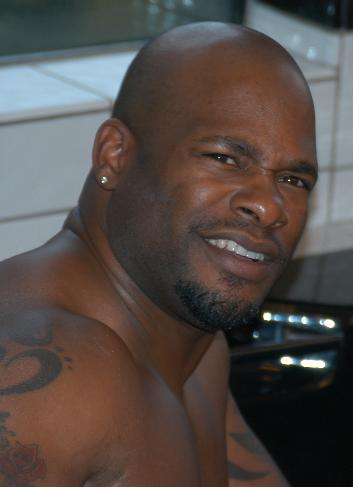
Mr. Marcus nel 2004

Nel mese di agosto 2012, Marcus è stato il paziente zero in un'epidemia di sifilide tra attori porno, che portò ad una sospensione delle riprese sui set. L'inchiesta ha rivelato che Mr. Marcus è stato il primo caso dell'epidemia, e che aveva fornito informazioni incomplete ai produttori.
Marcus aveva notato i primi segni dell'infezione, come un'eruzione cutanea di macchie scure sulle mani. Ha tentato di ricorrere all'autodiagnosi con ricerche su internet e chiedendo ad altre persone, senza successo. Presumendo che fosse a causa di stress o di una carenza vitaminica, iniziò a prendere integratori vitaminici. Il 13 giugno 2012 Marcus risultò idoneo ai test sanitari eseguiti allo studio Cutting Edge Test perché il test per la sifilide non era previsto in quel periodo. Nel mese di maggio, un'attrice notò dei segni sul pene di Mr. Marcus e si rifiutò di lavorare con lui; Marcus credeva che fosse solo una chiazza cutanea, o una reazione a un lubrificante utilizzato.
Il 24 giugno, Marcus girò una scena per Bang Bros con evidenti lesioni bianche sul suo pene. Nessuno degli altri attori o membri della produzione disse alcunché, e dato il risultato favorevole del recente test, Marcus credeva ancora che fosse a causa di carenza vitaminiche. A Mr. Marcus fu diagnosticata la sifilide il 12 luglio 2012 dal suo medico personale, e ricevette una iniezione di penicillina il giorno successivo.
Il 14 luglio 2012 Mr. Marcus andò a fare un altro test medico di routine, da Talent Testing Services (TTS), che due settimane prima aveva aggiunto la sifilide tra i test standard. Questo test risultò positivo, ma era stato fatto solo un giorno dopo l'iniezione. Attese dieci giorni dall'esame iniziale, e lo riprovò da TTS il 21 luglio: il test era ancora positivo, ma il suo medico gli disse che era sicuro, non era più contagioso e che il suo corpo avrebbe sempre mostrato una reattività di base per l'infezione.
Marcus tornò al lavoro il 24 luglio, e grazie alle sue carriera e reputazione nel settore, non gli fu chiesto di mostrare l'esame completo, di cui mostrò al produttore solo una copia sul suo cellulare, permettendogli così di nascondere la parte riguardante l'RPR, indicativo per la sifilide. Per una produzione diversa, Marcus falsificò la documentazione cartacea piegando la pagina dell'originale per nascondere i risultati dell'RPR e facendone una fotocopia: di questo si accorse Mark Blazing, di Blazing Bucks, il 7 agosto, una settimana dopo le riprese.
Durante questo intervallo di tempo Marcus aveva lavorato tre volte, anche se le interpreti femminili di queste produzioni successivamente sono tutte risultate negative: l'epidemia si era diffusa prima che la malattia gli fosse diagnosticata e la penicillina somministrata. Il 4 giugno 2013 Marcus è stato condannato a 30 giorni di carcere e 36 mesi di libertà vigilata per "aver esposto consapevolmente alla sifilide almeno due co-protagoniste dopo essere risultato positivo alla malattia nei giorni precedenti"; inoltre, è stato citato in giudizio dalla collega Lylith LaVey per lo stesso motivo. Nel giugno 2014 il tribunale ha disposto un risarcimento di $129,360 a favore di LaVey.

## Riconoscimenti
AVN Award
- 1999 - Best Group Sex Scene (film) per The Masseuse 3 con Taylor Hayes e Billy Gilde[9]
- 2003 - Best Supporting Actor - Film in Paradise Lost[9]
- 2009 – Best Couples Sex Scene (film) per Cry Wolf con Monique Alexander[10]
- 2009 – Hall of Fame[11]
- 2010 – Best Double Penetration Sex Scene per Bobbi Starr & Dana DeArmond's Insatiable Voyage con Bobbi Starr e Sean Michaels[12]

XRCO Award
- 1999 - Male Performer of the Year[13]
- 2002 – Best Three-Way Sex Scene per Up Your Ass 18 con Aurora Snow e Lexington Steele[14]
- 2002 – Best Group Sex Scene per Gangbang Audition 7 con Aurora Snow, Erik Everhard, Jay Ashley, Lexington Steele e Pat Myne[15]
- 2007 - Hall of Fame[16]

## Filmografia

### Attore
- Butts of Steel (1994)
- Girls From Hootersville 8 (1994)
- Nasty Nymphos 6 (1994)
- Put 'em On Da Glass (1994)
- Starbangers 6 (1994)
- Sweet Brown Sugar (1994)
- Takin' It To The Limit 2 (1994)
- 8-Ball (1995)
- Amateur Black: Honeys (1995)
- Anal Alley Cat (1995)
- Anal Heartbreaker (1995)
- Anal Pussycat (1995)
- Anal Senorita (1995)
- Asian Fuck Sluts 2 (1995)
- Backdoor Ebony (1995)
- Black Aces (1995)
- Black Butt Sisters Do Chicago (1995)
- Black Butt Watch (1995)
- Black Fantasies 1 (1995)
- Black Fantasies 4 (1995)
- Black Hollywood Amateurs 20 (1995)
- Black Hollywood Amateurs 9 (1995)
- Black Jack City 5 (1995)
- Black Lube Job Girls (1995)
- Black Sensations: Models in Heat (1995)
- Black Studs And Little White Trash (1995)
- Blacks And Whites 2 (1995)
- Blonde And Beyond (1995)
- Bootylicious 4: Hoochie Ho's (1995)
- Bootylicious 8: Booty and the Ho' Bitch (1995)
- Brothers Bangin (1995)
- Butthead Dreams: Down in the Bush (1995)
- Campfire Tramps (1995)
- Case of the Black Booty (1995)
- Dark Eyes (1995)
- Defying The Odds (1995)
- Dirty Stories 2 (1995)
- Dirty Tricks 1 (1995)
- East Versus West: Battle of the Gang Bangs (1995)
- Extreme Sex 3: Wired (1995)
- Fantasies Of Persia (1995)
- Freek 'n You (1995)
- Fresh Meat 1 (1995)
- Fresh Meat 2 (1995)
- Gangbang Girl 15 (1995)
- Gangbang Girl 16 (1995)
- Ganggstas Paradise (1995)
- Gimme Some Head (1995)
- Hollywood on Ice (1995)
- Indiscreet Video Magazine 1 (1995)
- Interracial Anal 4: Rainbow Of Raunch (1995)
- Interracial Escorts (1995)
- Joey Silvera's Fashion Sluts 3 (1995)
- Joey Silvera's Fashion Sluts 5 (1995)
- Lana Exposed (1995)
- Maverdick (1995)
- Middle Aged Sex Maniacs (1995)
- Miss Anal 2 (1995)
- Mocha Beauties (1995)
- More Than a Whore (1995)
- My Baby Got Back 5 (1995)
- My Baby Got Back 6 (1995)
- My Baby Got Back 7 (1995)
- Nasty Nymphos 11 (1995)
- Nasty Nymphos 7 (1995)
- Persia's Back (1995)
- Pussyman Auditions 9 (1995)
- Shades of Color 1 (1995)
- Sharon's House Party (1995)
- Sherlock Homie (1995)
- Sleazy Street (1995)
- So Bad (1995)
- Tails From The Hood (1995)
- Tailz From Da Hood 2 (1995)
- Takin' It To The Limit 3 (1995)
- Takin' It To The Limit 4 (1995)
- Toot Z Roll (1995)
- Up The Ying Yang 2 (1995)
- Voyeur 5 (1995)
- Whoreo (1995)
- You Go Girl (1995)
- 24/7 2: It's a Black Thang (1996)
- Al Terego's Double Anal Alternatives (1996)
- Anal Anarchy (1996)
- Anal Cannibals (1996)
- Anal Fantasy 1 (1996)
- Anal Pool Party (1996)
- Anal Savage 3 (1996)
- Anal Toy Story (1996)
- Ass Lovers Special (1996)
- Asses Galore 1: From L.A. to Brazil with Love (1996)
- Asses Galore 3: Pure Evil (1996)
- Asses Galore 4: Extreme Noise Terror (1996)
- Backline Reporter (1996)
- Barby's on Butt Row (1996)
- Best Gang Bangs (1996)
- Beyond Reality 3: Stand Erect (1996)
- Black Avenger 1: Titty Romp (1996)
- Black Bamboo (1996)
- Black Bush Bashers 1 (1996)
- Black Butt Sisters Do New Orleans (1996)
- Black Butt Sisters Do Seattle (1996)
- Black Hollywood Amateurs 18 (1996)
- Black Power (1996)
- Black Talez 'n Da Hood (1996)
- Bodyslammers (1996)
- Booty Sister 2 (1996)
- Buffy's Bare Ass Barbecue (1996)
- Casting Call 16 (1996)
- Crack Attack (1996)
- Cumback Pussy 3 (1996)
- Decadent Dreams (1996)
- Dinner Party 2 (1996)
- Doin Da Nasty (1996)
- Double Pleasures (1996)
- Dr. Freckle And Mr. Jive (1996)
- Ebony Erotica (1996)
- Ebony Humpers 6 (1996)
- Erotic Diaries Of Brianna Lee (1996)
- Essence (1996)
- Flesh (1996)
- Freaknic (1996)
- Freaky Tailz (1996)
- Fresh Meat 3 (1996)
- Gang Bang Princess (1996)
- Gangbang Girl 17 (1996)
- Gangbang Girl 18 (1996)
- Generation Sex 1: The Gallery (1996)
- H.T.'s Black Street Hookers 2 (1996)
- Horny Housewife (1996)
- I Want It All (1996)
- Inner City Black Cheerleader Search 1 (1996)
- Inner City Black Cheerleader Search 2 (1996)
- Inner City Black Cheerleader Search 3 (1996)
- Inner City Black Cheerleader Search 4 (1996)
- Inner City Black Cheerleader Search 5 (1996)
- Inner City Black Cheerleader Search 7 (1996)
- Interracial Anal 6 (1996)
- Knight In Shining Panties (1996)
- Letter X (1996)
- Macin' (1996)
- My Baby Got Back 10 (1996)
- My Baby Got Back 8 (1996)
- My Baby Got Back 9 (1996)
- N.B.A. Nuttin' Butt Ass (1996)
- Nasty Nymphos 12 (1996)
- Nasty Nymphos 13 (1996)
- Nasty Nymphos 15 (1996)
- Once In A Lifetime (1996)
- Party Club (1996)
- Puritan Magazine 4 (1996)
- Pussyman Auditions 15 (1996)
- Pussyman Auditions 24 (1996)
- Pussyman's House Party 1 (1996)
- Pussyman's House Party 2 (1996)
- Pussyman's Nite Club Party 2 (1996)
- Raw 1 (1996)
- Rump Shaker 5 (1996)
- Shocking Truth (1996)
- Shocking Truth 2 (1996)
- Showtime (1996)
- Snatch Masters 15 (1996)
- Stiff (1996)
- Tailz From Da Hood 3 (1996)
- Takin' It To The Limit 7 (1996)
- Two-pac (1996)
- Two-pac 2 (1996)
- Up And Cummers 32 (1996)
- Up And Cummers 36 (1996)
- Up Your Ass 1 (1996)
- Up Your Ass 2 (1996)
- Venom 4 (1996)
- Venom 6 (1996)
- Voyeur 6 (1996)
- Voyeur 7 (1996)
- Waitin' For The Man (1996)
- Whiplash (1996)
- Whoreos (1996)
- Anal Gang Bang L.A. (1997)
- Anal Video Virgins 4 (1997)
- Asses Galore 8 (1997)
- Behind Closed Doors (1997)
- Black Man's Burden (1997)
- Black Pussyman Auditions 2 (1997)
- Black Video Virgins 3 (1997)
- Bloopers 2 (1997)
- Blow Dry (1997)
- Bootie Road (1997)
- Booty Ho's Get Off (1997)
- Bottom Dweller 5: In Search Of... (1997)
- Brooke Exposed (1997)
- Butt Banged Naughty Nurses (1997)
- Cheek to Cheek 1 (1997)
- Clearwater Dreamgirls (1997)
- Crack Whores Of America (1997)
- Crossing The Color Line (1997)
- Daily Nudes (1997)
- Dirty Anal Sluts 1 (1997)
- Dirty Anal Sluts 2 (1997)
- Dirty And Kinky Mature Women 14 (1997)
- Dirty And Kinky Mature Women 17 (1997)
- Drop Sex 1 (1997)
- Ebony Humpers 10 (1997)
- Erika Bella's Birthday Gang Bang (1997)
- Erotic Confusion (1997)
- Ethnic Cheerleader Search 1 (1997)
- Filthy Attitudes 1 (1997)
- Flava (1997)
- Fresh (1997)
- Fresh Hot Babes 1 (1997)
- Fresh Hot Babes 2 (1997)
- Fresh Hot Babes 8 (1997)
- Gangbang Girl 19 (1997)
- Gangbang Girl 20 (1997)
- Gangbang Girl 21 (1997)
- Gangland 1 (1997)
- Head Hunter (1997)
- Helen and Louise 2 (1997)
- House of Flesh 1 (1997)
- Industrial Anal (1997)
- Inner City Black Cheerleader Search 11 (1997)
- Inner City Black Cheerleader Search 15 (1997)
- Inner City Black Cheerleader Search 9 (1997)
- International Lovers (1997)
- Interracial Video Virgins 1 (1997)
- Interracial Video Virgins 2 (1997)
- Isis Blue (1997)
- It Don't Matter, Just Don't Bite It 1 (1997)
- Jenteal: Extreme Close Up 2 (1997)
- L.A. Lust (1997)
- Letter X 3 (1997)
- Mall Slut (1997)
- Masseuse 3 (1997)
- Miss Judge (1997)
- Mr. Marcus' Neighborhood 1 (1997)
- My Baby Got Back 11 (1997)
- My Baby Got Back 12 (1997)
- Nasty Nymphos 16 (1997)
- Nasty Nymphos 19 (1997)
- New Wave Hookers 5 (1997)
- Nightlife 1 (1997)
- Nightlife 2 (1997)
- Nightlife 3 (1997)
- Oriental Love-in (1997)
- Paradise In Black (1997)
- Players Video 2: Centerfold (1997)
- Puritan Magazine 12 (1997)
- Pussyman 15 (1997)
- Pussyman Auditions 25 (1997)
- Pussyman's Escape From L.A. (1997)
- Pussyman's Nite Club Party 1 (1997)
- Real Sex Magazine 5 (1997)
- Sex Files 2 (1997)
- Sex for Hire 2 (1997)
- Show Me The Money (1997)
- Sin-a-matic (1997)
- Sin-a-matic 3 (1997)
- Smoke My Lil' Ass (1997)
- Sugarwalls 1 (1997)
- Sugarwalls 2 (1997)
- Sugarwalls 3 (1997)
- Sweet Honey Buns 2 (1997)
- Sweet Honey Buns 3 (1997)
- Takin' It To The Limit: Bruce And Bionca's Favorite Scenes (1997)
- Totally Depraved 2 (1997)
- Up Your Ass 6 (1997)
- Up Your Ass 7 (1997)
- Video Adventures of Peeping Tom 4 (1997)
- Video Adventures of Peeping Tom 5 (1997)
- Video Virgins 39 (1997)
- Video Virgins 40 (1997)
- Voyeur 9 (1997)
- Voyeur's Favorite Blowjobs And Anals 1 (1997)
- Whoriental Snatch (1997)
- World Sex Tour 13 (1997)
- 100% Amateur 45: Careena Collins Special Edition (1998)
- 18 and Nasty 3 (1998)
- 18 and Nasty 4 (1998)
- 24/7 15: Pumpin' Whitey 2 (1998)
- 24/7 8: Pumpin' Whitey (1998)
- 24/7 9: Bringin' it 2 Da Ho (1998)
- 33 Girl Jam (1998)
- Action Sports Sex 1 (1998)
- Action Sports Sex 3 (1998)
- Anal Groove (1998)
- Bad Boyz 2 (1998)
- Black and Blondes 1 (1998)
- Black Video Virgins 4 (1998)
- Blowjob Challenge 1 (1998)
- Body and Soul (1998)
- Bomb Ass Pussy 2 (1998)
- Booty Duty 2 (1998)
- Booty Duty 7 (1998)
- Booty Talk 1 (1998)
- Booty Talk 3 (1998)
- Bunghole Harlots 4 (1998)
- Centerfold (1998)
- Christmas Orgy (1998)
- Confessions Of A Porn Star (1998)
- Cum Sucking Whore Named Sabrina Johnson (1998)
- Dangerous (1998)
- Debbie Does Dallas '99 (1998)
- Desperate Measures (1998)
- Dinner Party At Six (1998)
- Dirty Black Fuckers (1998)
- Dirty Dreamers 3: Head Rush (1998)
- Eros (1998)
- Erotic City 6 (1998)
- Fade 2 Black 1 (1998)
- Fade to Blue (1998)
- For Your Ass Only (1998)
- Fresh Hot Babes 10: Fresh Pussy University (1998)
- Fresh Hot Babes 13: Summer Babe Search (1998)
- Fresh Hot Babes 15: 100% Natural Girls (1998)
- Fresh Hot Babes 9: College Pussy (1998)
- Fresh Meat 5 (1998)
- Freshman Fantasies 12 (1998)
- Freshman Fantasies 14 (1998)
- Freshman Fantasies 15 (1998)
- Fucking Ultimate (1998)
- Fucking Ultimate 2 (1998)
- Fucking Ultimate 3 (1998)
- Gangbang Auditions 1 (1998)
- Gangbang Girl 24 (1998)
- Gangland 2 (1998)
- House of Sleeping Beauties 3 (1998)
- Hustler's Pool Party Crashers (1998)
- Inner City Black Cheerleader Search 16 (1998)
- Inner City Black Cheerleader Search 18 (1998)
- Interracial Fellatio 3 (1998)
- Interview With A Goddess (1998)
- Isis Blue 2 (1998)
- It Don't Matter, Just Don't Bite It 3 (1998)
- It Don't Matter, Just Don't Bite It 5 (1998)
- Knockout (1998)
- L.A. Massage Whore (1998)
- Lecher 2: Looking for Strays (1998)
- Lewd Conduct 2 (1998)
- Major Fucking Tramp (1998)
- Making Friends (1998)
- Midori's Secret (1998)
- Mobsters Wife (1998)
- Mr. Marcus' Neighborhood 2 (1998)
- Mr. Marcus' Neighborhood 3 (1998)
- Mr. Marcus' Neighborhood 4 (1998)
- My Baby Got Back 14 (1998)
- My Baby Got Back 15 (1998)
- My Secret Life (1998)
- Nasty Video Magazine 1 (1998)
- Nasty Video Magazine 2 (1998)
- Nasty Video Magazine 3 (1998)
- Night Hunger (1998)
- Only the A-Hole 3 (1998)
- Open Wide And Say Ahh! 1 (1998)
- Open Wide And Say Ahh! 2 (1998)
- Othello: Dangerous Desire (1998)
- Pandora (1998)
- Panochitas 1 (1998)
- Pickup Lines 27 (1998)
- Players Video 5: Hotel Lovejoy (1998)
- Please 1: Let's Get Fucked (1998)
- Porno Confidential (1998)
- Porno Confidential 2 (1998)
- Pornological 1 (1998)
- Prime Time Pussy 2 (1998)
- Puffy Pussy Search (1998)
- Pussyman Goes to College (1998)
- Real Sex Magazine 11 (1998)
- Risky Biz (1998)
- S.M.U.T. 4: Devil Thumbed A Ride (1998)
- Screen Play (1998)
- Sex Offenders 2 (1998)
- Sex Offenders 3 (1998)
- Sex Offenders 5 (1998)
- Sex Oils (1998)
- Shane's World 14: Don't Drink The Water (1998)
- She Got Game (1998)
- Show 3 (1998)
- Sodomania 23 (1998)
- Special Delivery (II) (1998)
- Still Insatiable (1998)
- Strawberries (1998)
- Sugarwalls 4 (1998)
- Sugarwalls 5 (1998)
- Sugarwalls 6 (1998)
- Sugarwalls 7 (1998)
- Sugarwalls 8 (1998)
- Sugarwalls 9 (1998)
- Swap Meat Chicks (II) (1998)
- Sweet Honey Buns 4 (1998)
- Tales From The South Side (1998)
- Up Your Ass 8 (1998)
- Video Virgins 44 (1998)
- Wet Dreams 2 (1998)
- Whitey Tighty 1 (1998)
- Wicked Sex Party 1 (1998)
- World Sex Tour 14 (1998)
- World's Luckiest Black Man (1998)
- Adult Video News Awards 1999 (1999)
- All Star (1999)
- Ass Virgins 1 (1999)
- Badd Girls 1 (1999)
- Black Cheeks 2 (1999)
- Black Pearls 2 (1999)
- Black Pearls 3 (1999)
- Black Pearls 6 (1999)
- Black Tails 4: Booty Bachelor Party (1999)
- Black Video Virgins 6 (1999)
- BlaXXXploitation (1999)
- Blondes (1999)
- Bomb (1999)
- Bomb Ass Pussy 3 (1999)
- Boogie Woogie in Da Booty 1 (1999)
- Booty Double (1999)
- Booty Talk 10: Hot Buttered Sex (1999)
- Booty Talk 11: Fresh Azz All Day (1999)
- Booty Talk 12: Ahh The Sweet Smell Of Pussy (1999)
- Booty Talk 13: West Coast Booty Girls (1999)
- Booty Talk 5: Let's Get Buck Wild (1999)
- Booty Talk 6 (1999)
- Booty Talk 8: Bangin Dat Azz (1999)
- Booty Talk 9: Kool Like Dat (1999)
- Butt Banged Hitchhiking Whores (1999)
- Caught-on-tape 2 (1999)
- Chocoholics 6 (1999)
- Chocolate Swerve (1999)
- Cum Sucking Whore Named Missy (1999)
- Cumback Pussy 22 (1999)
- Deep Inside Nina Hartley 2 (1999)
- Dirty Little Sex Brats 5 (1999)
- Dirty Little Sex Brats 8 (1999)
- Down the Hatch 1 (1999)
- Down the Hatch 2 (1999)
- Ebony Erotica 1 (1999)
- Erotic Exotics (1999)
- Fade 2 Black 3 (1999)
- Fantasy Connection (1999)
- Freaks of the Industry 1 (1999)
- Freaks of the Industry 2 (1999)
- Freaks Whoes And Flows 10 (1999)
- Freaks Whoes And Flows 9 (1999)
- Fresh Flesh 6 (1999)
- Fresh Hot Babes 2000 (1999)
- Fresh Meat 7 (1999)
- Freshman Fantasies 19 (1999)
- Freshman Fantasies 22 (1999)
- Freshman Fantasies 23 (1999)
- Fuck 'em All (1999)
- Fuck 'em All 2 (1999)
- Gang Bang Angels 5 (1999)
- Gangbang Auditions 2 (1999)
- Gangbang Auditions 3 (1999)
- Gangbang Auditions 4 (1999)
- Gangbang Girl 25 (1999)
- Gangland 4 (1999)
- Gangland 8 (1999)
- Gangland 9 (1999)
- H.T.'s Black Street Hookers 21 (1999)
- Heat 2 (1999)
- Hot 50+ 6 (1999)
- Inner City Black Cheerleader Search 27 (1999)
- Just 18 3 (1999)
- Lewd Conduct 4 (1999)
- Little Foxes 2: Sex Pirates in St. Tropez (1999)
- Little White Lies (1999)
- Midas Touch (1999)
- Millennium (1999)
- Mr. Marcus' Casting Couch 1 (1999)
- Mr. Marcus' Casting Couch 2 (1999)
- Mr. Marcus' Neighborhood 5 (1999)
- Mr. Marcus' Neighborhood 6 (1999)
- Mr. Marcus' Neighborhood 7 (1999)
- Nasty Nymphos 27 (1999)
- Naughty College School Girls 1 (1999)
- Off Da Hook 1 (1999)
- Only the A-Hole 11 (1999)
- Only the A-Hole 8 (1999)
- Panty Uprising (1999)
- Panty World 7 (1999)
- Party Girls 4: Viva Las Vegas (1999)
- Party Girls 5: Spanish Flies (1999)
- Pickup Lines 36 (1999)
- Pussypoppers (1999)
- Raw Ass 3 (1999)
- Raw Footage: Take One (1999)
- Real Sex Magazine 19 (1999)
- Rear Ended (1999)
- Rough Sex 1 (1999)
- Rough Sex 2 (1999)
- Sex Offenders 7 (1999)
- Shane's World 17: Oh Yeah (1999)
- Sugar 1 (1999)
- Sugar 2 (1999)
- Sugar 3 (1999)
- Sugarwalls 10 (1999)
- Tell Me What You Want (1999)
- TNA TV (1999)
- Up And Cummers 64 (1999)
- Up And Cummers 65 (1999)
- Up Your Ass 13 (1999)
- Video Virgins Gold 5 (1999)
- Voyeur's Favorite Blowjobs And Anals 3 (1999)
- Watcher 1 (1999)
- We Go Deep 1 (1999)
- We Go Deep 4 (1999)
- World's Biggest Gang Bang 3: Houston 620 (1999)
- 100% Sylvia (2000)
- Artemesia (2000)
- Asian Street Hookers 13 (2000)
- Assassins (2000)
- Behind the Scenes 3 (2000)
- Best of My Baby Got Back (2000)
- Big Bust (2000)
- Black Pearls 9 (2000)
- Blowjob Adventures of Dr. Fellatio 24 (2000)
- Blowjob Tour of Chicago (2000)
- Blowjob Tour Of Los Angeles 1 (2000)
- Booty Talk 14: Spunkylennium Party 2000 (2000)
- Booty Talk 16: Spunky's Sex Party (2000)
- Booty Talk 18 (2000)
- Bottom Feeders 1 (2000)
- Bring 'um Young 2 (2000)
- Bushel and a Peck (2000)
- Chocolate Swerve (2000)
- Color Blind 10 (2000)
- Color Blind 5 (2000)
- Color Blind 9 (2000)
- Consenting Adults (2000)
- Cream of Cumback Pussy (2000)
- Cum Shots 1 (2000)
- Cum Sucking Whore Named Tricia Deveraux (2000)
- Darlin's Derrieres (2000)
- Deviant (2000)
- Dirty Deeds Done Dirt Cheap 1 (2000)
- Down the Hatch 3 (2000)
- Down the Hatch 4 (2000)
- Ethnic Cheerleader Search 5 (2000)
- Exhibitionist 2 (2000)
- Extreme Teen 11 (2000)
- Extreme Teen 8 (2000)
- Face Down Ass Up 2 (2000)
- Finally 18 1 (2000)
- First Time Anal Invasion (2000)
- Freaks Whoes And Flows 17 (2000)
- Fresh Meat 10 (2000)
- Freshman Fantasies 29 (2000)
- Fuckumentary 2 (2000)
- Gang Bang Angels 9 (2000)
- Gangbang Auditions 5 (2000)
- Gangbang Girl 26 (2000)
- Gangbang Girl 27 (2000)
- Gangland 10 (2000)
- Gangland 14 (2000)
- Gangland 15 (2000)
- Gangland 16 (2000)
- Haunted (2000)
- Hayride Honeys (2000)
- In the Mind of Madness (2000)
- Joey Silvera's Fashion Sluts 14: Lost Whores (2000)
- Lipstick (2000)
- Looking for Mr. Big (2000)
- Mi Vida (2000)
- Mirage (2000)
- Mr. Marcus' Cool Spot (2000)
- Mr. Marcus' Neighborhood 8 (2000)
- Nasty Video Magazine 7 (2000)
- New Breed 3 (2000)
- Nice Rack 5 (2000)
- Only the A-Hole 16 (2000)
- Only the A-Hole 17 (2000)
- Oral Adventures of Craven Moorehead 1 (2000)
- Oral Consumption 1 (2000)
- Oral Consumption 2 (2000)
- Personal Trainer Sluts (2000)
- Phat Beats (2000)
- Pickup Lines 48 (2000)
- Pink Janine (2000)
- Players Academy (2000)
- Please Cum Inside Me 1 (2000)
- Pornocide (2000)
- Psy-chic (2000)
- Pure Sin (2000)
- Real Sex Magazine 35 (2000)
- Sex Across America 4 (2000)
- Smoker (2000)
- Snoop Dogg's Doggystyle 1 (2000)
- Spent (2000)
- Straight A Students 2 (2000)
- Student Body (2000)
- Sugar 4 (2000)
- Sugar 6 (2000)
- Sugarwalls 22 (2000)
- Sugarwalls 23 (2000)
- Swift Picks (2000)
- Tabloid Tramps (2000)
- There's Something About Jack 4 (2000)
- Tight-ass Lowriders (2000)
- Un-natural Sex 1 (2000)
- Up And Cummers 88 (2000)
- Up Your Ass 14 (2000)
- Up Your Ass 15 (2000)
- Up Your Ass 16 (2000)
- Voyeur's Favorite Blowjobs And Anals 4 (2000)
- Watch Me Pee (2000)
- Watcher 8 (2000)
- Watchers (2000)
- We Go Deep 5 (2000)
- West Side (2000)
- Afro-centric Pool Party (2001)
- Art House Porno 4: Kinky (2001)
- Asses Galore 15 (2001)
- Asses Galore 16 (2001)
- Balls Deep 1 (2001)
- Balls Deep 2 (2001)
- Balls Deep 3 (2001)
- Barely Legal 19 (2001)
- Black and Wild 1 (2001)
- Black and Wild 2 (2001)
- Black Cravings 1 (2001)
- Black Cravings 2 (2001)
- Black Cravings 3 (2001)
- Black Cravings 4 (2001)
- Black Cravings 5 (2001)
- Black on Black 1 (2001)
- Black Pussy Search 1 (2001)
- Black Pussy Search 2 (2001)
- Black Pussy Search 3 (2001)
- Bomb 2 (2001)
- Booty Talk 23 (2001)
- Booty Talk 24 (2001)
- Booty Talk 25 (2001)
- Bottom Feeders 3 (2001)
- Breakin' 'Em In 1 (2001)
- Bring 'um Young 5 (2001)
- Bring 'um Young 6 (2001)
- Bring 'um Young 7 (2001)
- Chocolate Oral Delights 1 (2001)
- Chocolate Oral Delights 2 (2001)
- Cream of the Crop (2001)
- Creating Kate (2001)
- Dirty Little Sex Brats 16 (2001)
- DNA 2: Deep 'n Ass (2001)
- Double Cross (2001)
- Down the Hatch 6 (2001)
- Down the Hatch 7 (2001)
- Exotic Fly Girls 1 (2001)
- Exotic Fly Girls 2 (2001)
- Fast Times at Deep Crack High 3 (2001)
- Finally 18 3 (2001)
- Fresh Hot Babes 17: Prick Teasers (2001)
- Gang Bang Sluts (2001)
- Gangbang Auditions 6 (2001)
- Gangbang Auditions 7 (2001)
- Gangbang Girl 28 (2001)
- Gangbang Girl 29 (2001)
- Gangbang Girl 30 (2001)
- Gangbang Girl 31 (2001)
- Gangland 23 (2001)
- Gangland 24 (2001)
- Gangland 25 (2001)
- Gangland 26 (2001)
- Gangland 27 (2001)
- Gangland 28 (2001)
- Gangland 29 (2001)
- Get Yo' Orgy On 1 (2001)
- Ghetto Booty 1 (2001)
- Ghetto Booty 2 (2001)
- Grrl Power 6 (2001)
- Grrl Power 8 (2001)
- Initiations 7 (2001)
- Jack Napier Show 1 (2001)
- Lexus: Up Close and Personal (2001)
- Linda Does Hollywood (2001)
- Live Bait 8 (2001)
- Macdaddy (2001)
- Mr. Marcus.com 1 (2001)
- My Baby Got Back 26 (2001)
- My Baby Got Back 27 (2001)
- Nasty Nymphos 30 (2001)
- Nasty Nymphos 32 (2001)
- Nasty Nymphos 33 (2001)
- Nasty Porno Girls (2001)
- Naughty College School Girls 11 (2001)
- Naughty College School Girls 15 (2001)
- Oral Adventures of Craven Moorehead 3 (2001)
- Oral Adventures of Craven Moorehead 5 (2001)
- Oral Consumption 3 (2001)
- Oral Consumption 4 (2001)
- Risque (2001)
- Sexual Skinsation (2001)
- Sexy Sirens (2001)
- Sluts of the Nyle 5: Interracial Sluts (2001)
- Smoke and Mirrors (2001)
- Sopornos 3 (2001)
- Sugar 8 (2001)
- Sugar 9 (2001)
- Sugarwalls 33 (2001)
- Sugarwalls 37 (2001)
- Super Freaks 16 (2001)
- To Live and Fuck in L.A.: Fantasy Flight 69 (2001)
- Too Nasty To Tame 2 (2001)
- Ultimate Guide to Anal Sex for Women 2 (2001)
- United Colors Of Ass 7 (2001)
- Un-natural Sex 2 (2001)
- Un-natural Sex 3 (2001)
- Un-natural Sex 5 (2001)
- Up Your Ass 17 (2001)
- Up Your Ass 18 (2001)
- Voyeur's Favorite Blowjobs And Anals 5 (2001)
- West Coast Thong Party (2001)
- XXX White Trash (2001)
- Young Muff 5 (2001)
- 100% Blowjobs 3 (2002)
- 2 Freaky 4 U 1 (2002)
- 24/7 57: Skin Game (2002)
- Assficianado 1 (2002)
- Balls Deep 4 (2002)
- Barfly (2002)
- Best of Jewel (2002)
- Beverly Hills 9021-ho 3 (2002)
- Big Bottom Sadie (2002)
- Black and White (2002)
- Black and Wild 3 (2002)
- Black and Wild 4 (2002)
- Black Bastard 12 (2002)
- Black Booty Cam 10 (2002)
- Black Carnal Coeds 5 (2002)
- Black Carnal Coeds 6 (2002)
- Black Cravings 11 (2002)
- Black Cravings 6 (2002)
- Black Cravings 9 (2002)
- Black Dicks in White Chicks 2 (2002)
- Black Dicks In White Chicks 3 (2002)
- Black Dicks in White Chicks 4 (2002)
- Black on Black 2 (2002)
- Black on Black 3 (2002)
- Black Pussy Search 4 (2002)
- Black Pussy Search 5 (2002)
- Black Pussy Search 6 (2002)
- Black Pussy Search 7 (2002)
- Black Up in Her Ass 1 (2002)
- Bomb 3 (2002)
- Booty Talk 26 (2002)
- Booty Talk 27 (2002)
- Booty Talk 28 (2002)
- Booty Talk 35 (2002)
- Bottom Feeders 4 (2002)
- Bring 'um Young 8 (2002)
- Chocolate Oral Delights 3 (2002)
- Chocolate Oral Delights 5 (2002)
- Color Blind (2002)
- Cum Drippers 3 (2002)
- Cum Dumpsters 1 (2002)
- Cum Sucking Whore Named Aurora Snow (2002)
- Cum Sucking Whore Named Kacey (2002)
- Cumback Pussy Platinum 1 (2002)
- Deep Throat This 4 (2002)
- DJ Yella's XXX Gamez 7 (2002)
- Down the Hatch 9 (2002)
- Extreme Teen 27 (2002)
- Extreme Teen 28 (2002)
- Extreme Teen 31 (2002)
- Extreme Teen 32 (2002)
- Fast Forward (2002)
- Freaks of the Industry 5 (2002)
- Gangbang Auditions 8 (2002)
- Gangbang Girl 32 (2002)
- Gangbang Girl 33 (2002)
- Gangland 30 (2002)
- Gangland 31 (2002)
- Gangland 32 (2002)
- Gangland 33 (2002)
- Gangland 34 (2002)
- Gangsta' Bang 3 (2002)
- Get Yo' Orgy On 2 (2002)
- Ghetto Booty 3 (2002)
- Ghetto Booty 4 (2002)
- Ghetto Booty 5 (2002)
- Ghetto Booty 7 (2002)
- Head Clinic 3 (2002)
- Head Games (2002)
- Hot Bods And Tail Pipe 22 (2002)
- Hot Wheelz (2002)
- Hotel O 2 (2002)
- I Love Lacey (2002)
- Initiations 9 (2002)
- Lewd Conduct 13 (2002)
- Little White Chicks... Big Black Monster Dicks 17 (2002)
- Little White Slave Girls 2 (2002)
- Lost Innocence: Auditions (2002)
- Mr. Marcus.com 2 (2002)
- Mr. Marcus.com 3 (2002)
- Mr. Marcus.com 4 (2002)
- My Baby Got Back 29 (2002)
- Naked Hollywood 13: Obsession (2002)
- Nasty Girls Video Road Show (2002)
- Nasty Nymphos 34 (2002)
- Naughty Wives Club 10 (2002)
- Negro In Mrs. Jones 2 (2002)
- Nice Rack 8 (2002)
- Nineteen Video Magazine 47 (2002)
- Oral Adventures of Craven Moorehead 14 (2002)
- Oral Consumption 5 (2002)
- Paradise Lost (2002)
- Passion 2 (2002)
- Pimpin 101 (2002)
- Private Reality 10: Ladder Of Love (2002)
- Private Xtreme 3: 18 Birthday Presents (2002)
- Real Sex Magazine 50 (2002)
- Rectal Rooter 2 (2002)
- Rocks That Ass 18 (2002)
- Screw My Wife Please 30 (And Make Her A Star) (2002)
- Sex Mr. Marcus Style (2002)
- Shane's World 32: Campus Invasion (2002)
- Snoop Dogg's Hustlaz: Diary of a Pimp (2002)
- Spanish Harlem (2002)
- Spring Chickens 1 (2002)
- Spring Chickens 3 (2002)
- Sugar 10 (2002)
- Swallow My Pride 1 (2002)
- Takin' It To The Limit 11 (2002)
- Teen Tryouts Audition 12 (2002)
- Teen Tryouts Audition 14 (2002)
- Teri Weigel Untamed (2002)
- There's Something About Jack 19 (2002)
- There's Something About Jack 20 (2002)
- Throat Gaggers 3 (2002)
- Train My White Ass 1 (2002)
- Train My White Ass 3 (2002)
- Trained Teens 2 (2002)
- Two In The Seat 1 (2002)
- Unchained (2002)
- Up Your Ass 19 (2002)
- Up Your Ass 20 (2002)
- Virgin Stories 19 (2002)
- Voyeur 22 (2002)
- Voyeur's Favorite Blowjobs And Anals 6 (2002)
- Wet Inc. 1 (2002)
- Wildest Sex Ever 1 (2002)
- Young and Black 3 (2002)
- 100% Interracial 1 (2003)
- 100% Interracial 2 (2003)
- 2 Freaky 4 U 2 (2003)
- Anal Kinksters 2 (2003)
- Anal Management 1 (2003)
- Asia Noir 1 (2003)
- Asia Noir 2 (2003)
- Asia Noir 3 (2003)
- Ass Lickers 3 (2003)
- Assiliciously Delicious 6 (2003)
- Assploitations 2 (2003)
- Azz Fest 1 (2003)
- Best of Gregory Dark (2003)
- Best of Teen Tryouts Auditions (2003)
- Beverly Hills 9021-ho 4 (2003)
- Bigger the Blacker the Better 2 (2003)
- Black and Nasty (II) (2003)
- Black and White Passion 5 (2003)
- Black Ass Candy 2 (2003)
- Black Bastard 2 (2003)
- Black Cum 'n White Girlz 1 (2003)
- Black Dicks in White Chicks 5 (2003)
- Black Dicks in White Chicks 6 (2003)
- Black on Black 4 (2003)
- Black on Black 5 (2003)
- Black on Black 6 (2003)
- Black Pussy Search 10 (2003)
- Black Swallow 1 (2003)
- Blue Rain (2003)
- Booty Talk 39 (2003)
- Booty Talk 40 (2003)
- Booty Talk 41 (2003)
- Booty Talk 44 (2003)
- Booty Talk 46 (2003)
- Booty Talk 47 (2003)
- Bustin' Nutzs 2 (2003)
- Choc Full A Nut (2003)
- Chocolate Cream Pie 2 (2003)
- Chocolate Cream Pie 3 (2003)
- Chocolate Cream Pie 4 (2003)
- Chocolate Vanilla Cream Pie (2003)
- Cock Smokers 49 (2003)
- College Invasion 3 (2003)
- Cum Sucking Whore Named Judy Star (2003)
- Dripping Wet Pink 3 (2003)
- Dripping Wet Pink 4 (2003)
- Dripping Wet Sex 6 (2003)
- Dymes 1 (2003)
- Dymes 2 (2003)
- El Porno Loco (2003)
- Erotica X (2003)
- Extreme Behavior 1 (2003)
- Extreme Teen 33 (2003)
- Fatt Entertainment Digital Magazine 2 (2003)
- Fatt Entertainment Digital Magazine 3 (2003)
- Fatt Entertainment Digital Magazine 4 (2003)
- Fatt Entertainment Digital Magazine 5 (2003)
- Fatt Entertainment Digital Magazine 6 (2003)
- Fatt Entertainment Digital Magazine 8 (2003)
- Fetisha: Hardcore Pantyhose (2003)
- Four X Four 1 (2003)
- Four X Four 3 (2003)
- Freaks of the Industry 8 (2003)
- Freaks Whoes And Flows 30 (2003)
- Gangbang Auditions 10 (2003)
- Get In Where You Fit In 1 (2003)
- Hardcore Interracial Sexxx 4 (2003)
- Head Clinic 5 (2003)
- Heated Passion (2003)
- Hittin' Dat White Azz 1 (2003)
- I Like It Black and Deep in My Ass 2 (2003)
- I Like It Black and Deep in My Ass 3 (2003)
- I Like It Black and Deep in My Ass 4 (2003)
- Jade Marx (2003)
- Jet Black Booty (2003)
- K-pop 2004 (2003)
- Lingerie 1 (2003)
- Little White Chicks... Big Black Monster Dicks 19 (2003)
- Made For Hardcore 1 (2003)
- Made For Hardcore 2 (2003)
- Major League Azz 2 (2003)
- Mamacitas 3 (2003)
- Monique's Sexaholics 2 (2003)
- My Baby Got Back 30 (2003)
- Nasty Newcummers 21 (2003)
- New X-rated Sistas 3 (2003)
- Once You Go Black 1 (2003)
- Once You Go Black 2 (2003)
- Orgy World: Brown and Round 2 (2003)
- Phat Azz White Girls 3 (2003)
- Phat Azz White Girls 5 (2003)
- Pink Pussy Cats 6 (2003)
- Sex and the Studio 1 (2003)
- Sex and the Studio 2 (2003)
- Sex Shooter 1 (2003)
- Sex Shooter 2 (2003)
- Skin on Skin (2003)
- Something To Know About Mr. Marcus 1 (2003)
- Straight To The A 4 (2003)
- Sweet Soul Sistas (2003)
- Sweet Teens and Black Cocks 4 (2003)
- There's Something About Jack 26 (2003)
- Tig Ole Bitties (2003)
- Top Secret 1 (2003)
- Train My White Ass 4 (2003)
- Train My White Ass 5 (2003)
- Truckstop Trixie (2003)
- Up and Cummers 112 (2003)
- Up Your Ass 21 (2003)
- Wherehouse Pussy The Fall Of Sanchez (2003)
- White Wife Black Cock 1 (2003)
- World Class Ass 3 (2003)
- World Class Ass 4 (2003)
- Young Latin Cherries (2003)
- Young Ripe Mellons 2 (2003)
- 100% Interracial 3 (2004)
- 100% Interracial 4 (2004)
- 18 Year Olds Love Black Cock (2004)
- 18 Year Olds Love Black Cock 2 (2004)
- 2 on 1 16 (2004)
- 2 on 1 18 (2004)
- All Dat Azz 22 (2004)
- American Sex (2004)
- Anal Team 2 (2004)
- Art Of Anal Group Sex (2004)
- Art Of Oral Group Sex (2004)
- Artcore 1: House of Whores (2004)
- Artcore 2: Toilet Girl (2004)
- Asia Noir 4 (2004)
- Asian Divas 5 (2004)
- Asian Vacation (2004)
- Asians 1 (2004)
- Ass Junkies 2 (2004)
- Assiliciously Delicious 7 (2004)
- Assiliciously Delicious 8 (2004)
- Assploitations 4 (2004)
- AZN Super Idols 1 (2004)
- AZN Super Idols 2 (2004)
- Bad Azz 1 (2004)
- Bad Azz 2 (2004)
- Balls Deep 8 (2004)
- Banana Cream Pie 3 (2004)
- Barely Legal Corrupted 1 (2004)
- Best of Gangland 3: Lex vs. Mandingo (2004)
- Big Black Beef Stretches Little Pink Meat 2 (2004)
- Black and Nasty 2 (2004)
- Black and Nasty 3 (2004)
- Black and Wild 13 (2004)
- Black Ass Candy 4 (2004)
- Black Ass Candy 5 (2004)
- Black Ass Candy 7 (2004)
- Black Bastard 3 (2004)
- Black Booty Cam 13 (2004)
- Black Booty Cam 14 (2004)
- Black Booty Cam 15 (2004)
- Black Booty Cam 16 (2004)
- Black Booty Catchers 2 (2004)
- Black Dicks in Asian Chicks (2004)
- Black in White 1 (2004)
- Black Initiations 1 (2004)
- Black Initiations 2 (2004)
- Black Initiations 3 (2004)
- Black Out Girls (2004)
- Blowjob Mania (2004)
- Bomb 5 (2004)
- Booty Talk 48 (2004)
- Booty Talk 49 (2004)
- Booty Talk 50 (2004)
- Booty Talk 52 (2004)
- Booty Talk 53 (2004)
- Booty Talk 55 (2004)
- Booty Talk 56 (2004)
- Britney Rears 1: Wild Back Stage Sex Party (2004)
- Broken English (2004)
- Bros and Blondes 2 (2004)
- Can You Be A Pornstar? 3 & 4 (2004)
- Capital Punishment (2004)
- Crema Latina (2004)
- Cum Starlets 1 (2004)
- Cum Sucking Whore Named Shyla (2004)
- Droppin' Loads 2 (2004)
- Exotics (2004)
- Fatt Asses (2004)
- Fatt Entertainment Digital Magazine 9 (2004)
- Fire in the Hole (2004)
- Freaks of the Industry 10 (2004)
- Freaks of the Industry 9 (2004)
- Fresh Ass Whores 1 (2004)
- Gangbang Auditions 11 (2004)
- Gangbang Auditions 12 (2004)
- Gangbang Auditions 13 (2004)
- Gangbang Auditions 14 (2004)
- Ghetto Booty 11 (2004)
- Headsprung (2004)
- Hip Hop Debutantes (2004)
- Hittin' Dat White Azz 2 (2004)
- Hittin' Dat White Azz 3 (2004)
- Hotel O 3 (2004)
- I Was Tight Yesterday 2 (2004)
- In the Thick 11 (2004)
- Interracial Cum Junkies 1 (2004)
- Interracial Sex Shooter 4 (2004)
- Interracial Sex Shooter 5 (2004)
- Interracial Sex Shooter 6 (2004)
- Jelly 2 (2004)
- Knocturnal's Uncensored Record Release Party 1 (2004)
- Knocturnal's Uncensored Record Release Party 2 (2004)
- Latin Booty Talk 1 (2004)
- Latin Booty Talk 2 (2004)
- Latin Booty Talk 3 (2004)
- Latina Lovers (2004)
- Love Dat Asian Pussy 2 (2004)
- Love Dat Asian Pussy 3 (2004)
- Love Hurts (2004)
- Made For Hardcore 3 (2004)
- Mayhem Massacre (2004)
- Most Blazin' And Amazin' Beautifulest Black Bitches 2 (2004)
- Multiples (2004)
- My Baby Got Back 35 (2004)
- One on One 3 (2004)
- Orgy World: Brown and Round 4 (2004)
- Orgy World: Brown and Round 5 (2004)
- Oriental Orgy World 1 (2004)
- Phat Azz White Girls 10 (2004)
- Phat Azz White Girls 11 (2004)
- Please Cum Inside Me 17 (2004)
- Scandal (2004)
- Shaved Pussy (2004)
- She Devils In Pink (2004)
- She Got Ass 1 (2004)
- She Got Ass 2 (2004)
- Skeet Skeet Skeet (2004)
- Sloppy 2nds (2004)
- So Many White Women So Little Time (2004)
- Something To Know About Mr. Marcus 2 (2004)
- Take It Black 1 (2004)
- Thick Latin Azz 3 (2004)
- Tournante 2 (2004)
- Trailer Trout (2004)
- Trailer Trout 2 (2004)
- Up Your Ass 22 (2004)
- Voyeur's Favorite Blowjobs And Anals 8 (2004)
- White Wife Black Cock 3 (2004)
- Wicked Divas: Julia Ann (2004)
- XXX Files (2004)
- Your Ass is Mine (II) (2004)
- 2 on 1 19 (2005)
- All Dat Azz 25 (2005)
- Anal Impact 1 (2005)
- April Flowers Exposed (2005)
- Art of Interracial Group Sex (2005)
- Asian Brotha Lovers 2 (2005)
- Asian Fever 25 (2005)
- Asian Fever 26 (2005)
- Assiliciously Delicious 10 (2005)
- Assiliciously Delicious 11 (2005)
- Assiliciously Delicious 13 (2005)
- Assiliciously Delicious 9 (2005)
- AZN Ultra Idols (2005)
- Azz and Mo Ass 1 (2005)
- Azz And Mo Ass 3 (2005)
- Back 2 Black (2005)
- Bangin Whitey 1 (2005)
- Bangin Whitey 2 (2005)
- Barely Legal Corrupted 4 (2005)
- Big Fucking Tits 2 (2005)
- Big Phat Black Wet Butts 1 (2005)
- Big White Wet Butts 5 (2005)
- Black and Nasty 5 (2005)
- Black and Nasty 6 (2005)
- Black and Nasty 7 (2005)
- Black and Wild 15 (2005)
- Black Ass Candy 12 (2005)
- Black Ass Candy 8 (2005)
- Black Ass Candy 9 (2005)
- Black Bros and White Ho's 2 (2005)
- Black Bros Bangin White Ho's 1 (2005)
- Black Girl Next Door 2 (2005)
- Black in Business 2 (2005)
- Black in the Ass 5 (2005)
- Black in the Ass 6 (2005)
- Black in White 2 (2005)
- Black Initiations 4 (2005)
- Black Out 2 (2005)
- Black Up in Ya (2005)
- Bomb Ass White Booty 1 (2005)
- Bomb Ass White Booty 2 (2005)
- Bomb Ass White Booty 3 (2005)
- Booty Climax 3 (2005)
- Booty Talk 59 (2005)
- Booty Talk 61 (2005)
- Booty Talk 63 (2005)
- Booty Talk 64 (2005)
- Booty Talk 66 (2005)
- Bustful of Dollars (2005)
- Butt Blassted 2 (2005)
- Chulitas Frescas (2005)
- Craving Black Cock 1 (2005)
- Crazy For Daisy (2005)
- Damn She Thick 1 (2005)
- Deep Throatin' Black Freaks 1 (2005)
- Deviant Teens 1 (2005)
- Exotically Erotic (2005)
- Freak Nasty 1 (2005)
- Freak Nasty 2 (2005)
- Gettin' Freaky With It 5 (2005)
- Hip Hop Debutantes 3 (2005)
- Hittin' Dat White Azz 5 (2005)
- Hole Collector 2 (2005)
- House Pets (2005)
- I Love Booty (2005)
- I Was Tight Yesterday 3 (2005)
- I Was Tight Yesterday 4 (2005)
- In the Dark (2005)
- Interracial Cream Pies 2 (2005)
- Interracial Cum Junkies 3 (2005)
- Interracial POV 3 (2005)
- Janine's Been Blackmaled (2005)
- Joanna's Angels 2 (2005)
- Lascivious Latinas 2 (2005)
- Latin Booty Talk 4 (2005)
- Latin Booty Talk 6 (2005)
- Lil Jon's Vivid Vegas Party (2005)
- Mamacitas 7 (2005)
- Mr. Marcus' Crazy Ass Movie 1 (2005)
- My Baby Got Back 37 (2005)
- Once You Go Black 4 (2005)
- Oriental Orgy World 3 (2005)
- Phat Azz White Girls 15 (2005)
- Phat Pussy Farm (2005)
- Ride Dat Black Pole (2005)
- Salvation (2005)
- Sex Pix (2005)
- She Got Ass 10 (2005)
- She Got Ass 5 (2005)
- She Got Ass 6 (2005)
- She Got Ass 7 (2005)
- She Got Ass 8 (2005)
- She Got Ass 9 (2005)
- Slick Chicks Black Dicks (2005)
- Spice Hotel (2005)
- Squirt on My Black Cock 1 (2005)
- Steele This DVD (2005)
- Take It Black 2 (2005)
- Tha Realest 1 (2005)
- Throat Sluts 1 (2005)
- Tight and Round (2005)
- Up And Cummers 127 (2005)
- Up And Cummers 128 (2005)
- Up Your Ass 23 (2005)
- Voyeur's Favorite Blowjobs And Anals 9 (2005)
- White Chicks Gettin' Black Balled 13 (2005)
- All About Alexis (2006)
- Amateur Blondes on Blacks (2006)
- Asia Noir 5 (2006)
- Asian Fever 29 (2006)
- Asian Persuasion (2006)
- Ass Appeal 4 (2006)
- Ass Wish 2 (2006)
- Asstrology 2 (2006)
- AZN Pop 2 (2006)
- Bangin Black 3 (2006)
- Bangin Black 4 (2006)
- Best of Lex Vs Mandingo 2 (2006)
- Big Ass Party 2 (2006)
- Big Butt Shake Off 1 (2006)
- Big Dicks Little Asians 1 (2006)
- Black Bros and White Ho's 3 (2006)
- Black Bubble Butt Hunt 2 (2006)
- Black Girl Next Door 8 (2006)
- Black Inside (2006)
- Black Invasian 2 (2006)
- Black Invasion (2006)
- Black Men White Women (2006)
- Black Moon Risin 2 (2006)
- Black Moon Risin 4 (2006)
- Black Out 3 (2006)
- Black Out 4 (2006)
- Black Owned 1 (2006)
- Black Reign 9 (2006)
- Bomb Ass White Booty 6 (2006)
- Booty Call (II) (2006)
- Booty Call 2 (2006)
- Booty Talk 68 (2006)
- Booty Talk 70 (2006)
- Bootyfull View 1 (2006)
- Bounce 2 (2006)
- Bring It Black 1 (2006)
- Bring It Black 3 (2006)
- Bubblicious White Girls (2006)
- Bush Hunter 2 (2006)
- Chemistry 1 (2006)
- Cock Starved 2 (2006)
- Crazy Big Booty 3 (2006)
- Crescendo (2006)
- Cum on My Tattoo 1 (2006)
- Cum Sucking Whore Named Katsumi (2006)
- Dirty Little Stories 1 (2006)
- Fresh out the Box 5 (2006)
- Fuck (2006)
- Fuck My White Ass 2 (2006)
- Ghetto Fabulous (2006)
- Gin and Juicy Azzes 1 (2006)
- Housewives Gone Black 6 (2006)
- I Like It Black and Deep in My Ass 6 (2006)
- I Love Naomi (2006)
- I Need Some Black in Me (2006)
- Indigo Noir (2006)
- It's Huge 4 (2006)
- It'z a Black Thang 1 (2006)
- It'z a Black Thang 2 (2006)
- Jenna Haze Dark Side (2006)
- Jungle Love 6 (2006)
- King Dong 1 (2006)
- King Dong 2 (2006)
- Latin Love Dollz (2006)
- Latina House of Ass 1 (2006)
- Latina House of Ass 2 (2006)
- Latinas Take It Black (2006)
- Male Is In The Czech (2006)
- My Baby Got Back 38 (2006)
- My Baby Got Back 40 (2006)
- My Boyfriend's Black (2006)
- Naked and Famous (2006)
- Nasty Universe 1 (2006)
- Oriental Orgy World 4 (2006)
- Party Mouth (2006)
- Porn Icon: Mr. Marcus (2006)
- Pulp Friction (2006)
- Racial Tension 1 (2006)
- She Got Ass 11 (2006)
- She Got Ass 12 (2006)
- She Got Ass 13 (2006)
- Silvia Saint Revealed (2006)
- Spanklish 1 (2006)
- Spanklish 2 (2006)
- Squirt on My Black Cock 2 (2006)
- Sugar Pie Honeyz 1 (2006)
- Sugar Pie Honeyz 2 (2006)
- Sugar Pie Honeyz 3 (2006)
- Superhead (2006)
- Superwhores 7 (2006)
- Thick-Azz-A Brick 2 (2006)
- Tristan Taormino's House of Ass (2006)
- Up Your Ass 24 (2006)
- WCP Ass Magazine (2006)
- We Take It Black (2006)
- Wet Juicy Asses 1 (2006)
- White Chicks Gettin' Black Balled 14 (2006)
- White Chicks Gettin' Black Balled 17 (2006)
- White Chocolate 2 (II) (2006)
- White Girlz 1 (2006)
- Yo Dawg, Wife Got Jungle Fever (2006)
- Afrodite Superstar (2007)
- All Star Week: Parties And Freaks (2007)
- Around The World In Seven Days (2007)
- Asian Extreme 1 (2007)
- Assiliciously Delicious 16 (2007)
- Barely Legal Corrupted 8 (2007)
- Best of Gangbang Auditions (2007)
- Big Ass Show (2007)
- Big Butt All Stars: Beauty (2007)
- Big Dicks Little Asians 3 (2007)
- Big Wet Brazilian Asses 2 (2007)
- Black Ass Addiction 2 (2007)
- Black Attack (2007)
- Black Dick in Daddy's Daughter 1 (2007)
- Black in the Crack 3 (2007)
- Black Moon Risin 5 (2007)
- Black Moon Risin 6 (2007)
- Black Moon Risin 7 (2007)
- Black Out 5 (2007)
- Black Owned 2 (2007)
- Black Reign 10 (2007)
- Blackmaled 1 (2007)
- Boobaholics Anonymous 3 (2007)
- Booty Call 3 (2007)
- Booty Call 4 (2007)
- Booty Talk 77 (2007)
- Bring It Black 4 (2007)
- Bring It Black 5 (2007)
- Bring It Black 6 (2007)
- Call Girl Confidential (2007)
- Chocolate Lovin' Asians (2007)
- Cum Sucking Whore Named Monica Sweetheart (2007)
- Dark Meat Asian Treat 1 (2007)
- Dark Meat Asian Treat 2 (2007)
- Desperate Blackwives 2 (2007)
- Desperate Blackwives 3 (2007)
- Desperate Mothers and Wives 8 (2007)
- Double Bubble Booty 2 (2007)
- Double Bubble White Booty 1 (2007)
- Double Bubble White Booty 2 (2007)
- Dynamic Booty 1 (2007)
- Dynamic Booty 2 (2007)
- Evil Vault 3 (2007)
- Freakaholics 2 (2007)
- Fresh Meat 23 (2007)
- Fresh out the Box 8 (2007)
- Fresh out the Box 9 (2007)
- Gina's Black Attack 2 (2007)
- Head Clinic 10 (2007)
- Hit Me with Your Black Cock (2007)
- I Like It Black and Deep in My Ass 7 (2007)
- I Love Kat (2007)
- Inside Jobs 1 (2007)
- Iron Head 9 (2007)
- It's Huge 6 (2007)
- Latin Booty Worship 1 (2007)
- Let Off in Me 3 (2007)
- Lex Steele XXX 7 (2007)
- Lex Steele XXX 8 (2007)
- Lex Steele XXX 9 (2007)
- Low Ridin' Latinas (2007)
- Manhammer 6 (2007)
- Manhammer 7 (2007)
- MILFs Who Love Black Cock 1 (2007)
- MILFs Who Love Black Cock 2 (2007)
- Minority Rules 1 (2007)
- Mr. Marcus Goes to Washington (2007)
- Ms. GoodPussy 1 (2007)
- My Baby Cheatin' And I Busted Dat Bitch 2 (2007)
- My Baby Cheatin' And I Busted Dat Bitch! (2007)
- My Baby Got Back 41 (2007)
- My Wife Went Black (2007)
- No Cum Dodging Allowed 8 (2007)
- Office Freaks 2 (2007)
- Pirate Fetish Machine 30: Bondage and Perversion in L.A. (2007)
- Porn Icon: Sean Michaels (2007)
- Racial Tension 2 (2007)
- School's Out (2007)
- She Likes It Black 3 (2007)
- Sugar Pie Honeyz 4 (2007)
- Sugar Pie Honeyz 6 (2007)
- Sweet Cream Pies 3 (2007)
- Take It Black 5 (2007)
- Tiny's Black Adventures 4 (2007)
- Top Guns 8 (2007)
- Triple Ecstasy (2007)
- Viva La Van (2007)
- Voyeur 33 (2007)
- Wet Juicy Asses 2 (2007)
- White Chicks Gettin' Black Balled 19 (2007)
- White Chicks Gettin' Black Balled 22 (2007)
- Anal Beach Buns (2008)
- As Nasty as She Wants to Be 1 (2008)
- Asia Noir 6 (2008)
- Asian Angels (2008)
- Asian Extreme 2 (2008)
- Ass Everywhere 3 (2008)
- Bangin White Ass (2008)
- Big Ass Luv 1 (2008)
- Black Ass Addiction 3 (2008)
- Black Cock Addiction 4 (2008)
- Black Cock Addiction 5 (2008)
- Black Gangbangers 1 (2008)
- Black GangBangers 4 (2008)
- Black GangBangers 6 (2008)
- Black Gangbangers 8 (2008)
- Black Gangbangers 9 (2008)
- Black Moon Risin 8 (2008)
- Black Owned 3 (2008)
- Black Reign 13 (2008)
- Black Reign 14 (2008)
- Bodacious Tits 3 (2008)
- Booty Call 5 (2008)
- Booty Call 6 (2008)
- Booty Talk 83 (2008)
- Booty Talk 84 (2008)
- Bruthas Who Luv Muthas 1 (2008)
- Burn (2008)
- Cry Wolf (2008)
- Deep in Latin Cheeks 1 (2008)
- Deep in Latin Cheeks 2 (2008)
- Delectable Desires (2008)
- Ebony XXX 5 (2008)
- Elastic Assholes 7 (2008)
- Freakaholics 3 (2008)
- Fresh out the Box 10 (2008)
- Giants Black Meat White Treat 5 (2008)
- Housewives Gone Black 8 (2008)
- I Like It Black and Deep in My Ass 8 (2008)
- I Love It Black (2008)
- Innocent Until Proven Filthy 3 (2008)
- Interracial Frenzy 2 (2008)
- Largest Dicks Ever - Massive Members (2008)
- Let Off in Me 4 (2008)
- Lies Sex And Videotape (2008)
- Love for the First Time (2008)
- Manhammer 8 (2008)
- MILFs Crave Chocolate (2008)
- MILFs Who Love Black Cock 3 (2008)
- Mom's Black Cock Anal Nightmare 1 (2008)
- Monique's Been Blackmaled (2008)
- Ms. GoodPussy 2 (2008)
- My Mom Craves Black Cock 2 (2008)
- My Sister's Hot Friend 12 (2008)
- Office Freaks 3 (2008)
- Perverted (2008)
- Phat Ass Freaks 2 (2008)
- Phat Ass White Booty 2 (2008)
- Phat Ass White Booty 3 (2008)
- Phat Black Juicy Anal Booty 1 (2008)
- Phat Black Juicy Anal Booty 2 (2008)
- Pirate Fetish Machine 31: L.A. Lust (2008)
- Private Fetish 1: House of Sex and Domination (2008)
- Private Fetish 4: Prisoners of Sodomy (2008)
- Sneaky Sex in the Shower (2008)
- Souled Out 1 (2008)
- Souled Out 2 (2008)
- Sugar Town (2008)
- Superwhores 10 (2008)
- Superwhores 11 (2008)
- Superwhores 12 (2008)
- Superwhores 13 (2008)
- Teen Cuisine Too (2008)
- Unlocked 3 (2008)
- Unlocked 4 (2008)
- Wet Juicy Asses 3 (2008)
- Wet Juicy Asses 4 (2008)
- White Chicks Gettin' Black Balled 25 (2008)
- White on Rice 1 (2008)
- AJ Bailey is Tight (2009)
- Azz And Mo Ass 11 (2009)
- Battle of the Bootys (2009)
- Big Ass Stalker 1 (2009)
- Black Ass Addiction 4 (2009)
- Black Ass Master 4 (2009)
- Black Cock Addiction 7 (2009)
- Black Moon Risin 10 (2009)
- Black Teen Punishment 1 (2009)
- Black Up In Her (2009)
- Blackmaled 2 (2009)
- Blowbang Sexxxperience (2009)
- Bobbi Starr and Dana DeArmond's Insatiable Voyage (2009)
- Bomb Ass White Booty 11 (2009)
- Bomb Ass White Booty 12 (2009)
- Boobaholics Anonymous 5 (2009)
- Booty Call 7 (2009)
- Booty Talk 85 (2009)
- Brother Load 1 (2009)
- Brunettes: The Darkside (2009)
- Chasin White Tail (2009)
- Cockasian 4 (2009)
- Crazy Ass Planet (2009)
- Deep in Latin Cheeks 3 (2009)
- Deep in Latin Cheeks 4 (2009)
- Deviance 1 (2009)
- Dirty Horny Orgies (2009)
- Double Bubble White Booty 3 (2009)
- Dynamic Booty 4 (2009)
- Elastic Assholes 8 (2009)
- Face Fucking Inc. 7 (2009)
- Fishnet Ass Freaks 3 (2009)
- Gank a Skank (2009)
- I Fucked My Daughter's Best Friend 3 (2009)
- In Black and White (2009)
- Interracial Cheerleader Orgy (2009)
- It's Big It's Black It's Inside Joanna (2009)
- Jerkoff Material 3 (2009)
- Jet Fuel 2 (2009)
- Juicy White Anal Booty 3 (2009)
- Keeping It Up For The Kard-ASS-ians 1 (2009)
- Latin Butthole Stretchers (2009)
- Lela Star Loves Cock (2009)
- Lex Steele XXX 12: All Latin Edition (2009)
- Live New Girls XXX (2009)
- Made in China 1 (2009)
- MILF It Does A Boner Good (2009)
- MILF Magnet 4 (2009)
- Mom's Baking Brownies (2009)
- Mom's Black Cock Anal Nightmare 2 (2009)
- Moms Who Love It Black (2009)
- Monique's Sex Party (2009)
- My Baby Got Back 46 (2009)
- New Lil Freaks Get It Poppin 6 (2009)
- Obama Is Nailin Palin (2009)
- Oil Dat Big Ass Up (2009)
- Phat Ass White Booty 4 (2009)
- Phat Ass White Booty 5 (2009)
- Phat Black Juicy Anal Booty 3 (2009)
- Private Specials 13: L.A. Girls Love Big Cocks (2009)
- Pure (2009)
- Racial Profiling 1 (2009)
- Racially Motivated 1 (2009)
- Scared Sexy (2009)
- Screwed Over (2009)
- Sexual Blacktivity 1 (2009)
- Slut Puppies 3 (2009)
- Souled Out 3 (2009)
- Tappin' That White Ass (2009)
- Tattoo'd And Taboo'd (2009)
- Teen Anal Nightmare 1 (2009)
- This Butt's 4 U 5: Crack Addictz (2009)
- Tiny's Black Adventures 5 (2009)
- Top Guns 9 (2009)
- Total Black Invasian 1 (2009)
- Ultimate Feast 3 (2009)
- Wet Juicy Asses 5 (2009)
- 11th Hole (2010)
- America's Next Top Body (2010)
- Anal Size My Wife 1 (2010)
- As Nasty as She Wants to Be 2 (2010)
- Asa Visits London (2010)
- Austin XXX Posed (2010)
- Azz And Mo Ass 12 (2010)
- Bangin White Ass 3 (2010)
- Beat Tha Pussy Up 2 (2010)
- Big Ass Cheaters 4 (2010)
- Big Cock Confidential (2010)
- Black and White Affair (2010)
- Black Listed 2 (2010)
- Black Seductions (2010)
- Black Shack 1 (2010)
- Bomb Ass White Booty 13 (2010)
- Bomb Ass White Booty 14 (2010)
- Bomb Ass White Booty 15 (2010)
- Booty Talk 89 (2010)
- Booty Talk 90: Brickhouse Ass Edition (2010)
- Booty Talk 91 (2010)
- Brother Load 2 (2010)
- Condemned (2010)
- Double Bubble Booty 3 (2010)
- Dynamic Booty 5 (2010)
- Fatally Obsessed (2010)
- Feed The Models 2 (2010)
- Full Anal Access (2010)
- Getting Off With Monique (2010)
- Heavy Metal Teens (2010)
- Housewives Gone Black 10 (2010)
- Huge Cock Junkies 2 (2010)
- I Like Em White 2 (2010)
- Innocent Until Proven Filthy 7 (2010)
- Invasian 4 (2010)
- John E. Depth Is a Pain in the Ass (2010)
- Lia's Life (2010)
- Made in China 2 (2010)
- Mere et sa fille (2010)
- Miso Ghetto 4 (2010)
- Mr. Marcus' Crazy Ass Movie 2 (2010)
- My Baby Got Back 47: Anal Idol 2 (2010)
- My Black Stepdad 1 (2010)
- My Mother's Best Friend 2 (2010)
- Nikki's House (2010)
- Nyomi Banxxx Is Hardcore (2010)
- Office: A XXX Parody 2 (2010)
- Once You Go Black 5 (2010)
- Phat Ass White Booty 6 (2010)
- Phat Black Juicy Anal Booty 7 (2010)
- Private Gold 107: Cheating Hollywood Wives (2010)
- Racially Motivated 2 (2010)
- Rush (2010)
- Savanna's Anal Gangbang (2010)
- Savanna's Been Blackmaled 2 (2010)
- Sexual Blacktivity 2 (2010)
- Speed (2010)
- Squeeze (2010)
- Teen Anal Gape Factory (2010)
- Teen Anal Nightmare 2 (2010)
- Tristan Taormino's Expert Guide to Female Orgasms (2010)
- Wet Sweaty Boobs (2010)
- What An Asshole (2010)
- White Bootys Drippin' Hot Semen (2010)
- 1 Chick 2 Dicks (2011)
- Afro Invasian 7 (2011)
- Alt Nation (2011)
- Anal Size My Wife 2 (2011)
- Appetite for Perversion (2011)
- Asian Brotha Lovers 8 (2011)
- Azz and Mo Ass 13 (2011)
- Azz and Mo Ass 14 (2011)
- Baby Sitters Gang (2011)
- Babysitter 5 (2011)
- Bad Girls 6 (2011)
- Big Ass Cheaters 5 (2011)
- Black Anal Love 1 (2011)
- Black Ass Master 5 (2011)
- Black in My Ass (2011)
- Black Shack 3 (2011)
- Blondes Love It Black (2011)
- Bomb Ass White Booty 16 (2011)
- Booty Call 11 (2011)
- Booty Talk 93 (2011)
- Bound Gang Bangs 16423 (2011)
- Breakin' 'Em In 13 (2011)
- Cum In Me Baby 2 (2011)
- Deep in Latin Cheeks 6 (2011)
- Dynamic Booty 6 (2011)
- Elastic Assholes 9 (2011)
- Father Figure 1 (2011)
- Hitchhikers 2 (2011)
- Housewives Gone Black 13 (2011)
- How to Train a Delinquent Teen 1 (2011)
- I Am Asa Akira (2011)
- I Am London (2011)
- I'm Craving Black Cock (2011)
- Interracial Anal Love 7 (2011)
- Interracial Relations (2011)
- Jessica Drake's Guide to Wicked Sex: Anal (2011)
- Juicy Wet Asses 6 (2011)
- Juicy White Anal Booty 6 (2011)
- Monster Wet Anal Asses 1 (2011)
- My Black Fantasy (2011)
- Once You Go Black 6 (2011)
- Orgasmic Oralists (2011)
- Perfect Getaway (2011)
- Phat Black Juicy Anal Booty 8 (2011)
- Racially Motivated 3 (2011)
- Real Black Housewives of LA (2011)
- Rocky XXX: A Parody Thriller (2011)
- Sex Drive (2011)
- Sophia Santi's Black Addicktion (2011)
- Strawberry Milk Juggs (2011)
- Surreal Sex 2 (2011)
- Swallowed Alive (2011)
- Touch of Seduction (2011)
- Tristan Taormino's Expert Guide to Advanced Anal Sex (2011)
- Vivid's 102 Cum Shots (2011)
- White Chicks Gettin' Black Balled 30 (2011)
- White Chicks Gettin' Black Balled 31 (2011)
- White Chicks Gettin' Black Balled 37 (2011)
- White Wife Black Cock 9 (2011)
- 142 Inches of Black Cock (2012)
- Allie Haze's Been Blackmaled (2012)
- Anal Size My Wife 3 (2012)
- Big Butt Brotha Lovers 18 (2012)
- Black Anal Love 2 (2012)
- Black Ass Anal Drilling (2012)
- Black Ass Anal Drilling 2 (2012)
- Black Owned 4 (2012)
- Black Romance: Color of Love (2012)
- Black Romance: Straight from My Heart (2012)
- Black Teen Punishment 5 (2012)
- Bomb Ass White Booty 17 (2012)
- Booty Call 12 (2012)
- Booty Emergency (2012)
- Booty Talk 95 (2012)
- Bound Gang Bangs 16834 (2012)
- Cum In Me Baby 3 (2012)
- Diesel Dongs 24 (2012)
- Diesel Dongs 25 (2012)
- Fuck Me Like A Whore (2012)
- Gaga For Gang Bangs (2012)
- Housewives Gone Black 14 (2012)
- How to Train a Delinquent Teen 2 (2012)
- I Am Lily (2012)
- I Am Natasha Nice (2012)
- Incredible Assets (2012)
- Interracial Internal 1 (2012)
- Mom's Black Fucking Diary (2012)
- Monster Wet Anal Asses 2 (2012)
- Monsters of Cock 34 (2012)
- My Black Neighbor (2012)
- My Girlfriend's Mother 3 (2012)
- My New Black Stepdaddy 11 (2012)
- My New Black Stepdaddy 12 (2012)
- My Slutty Friends (2012)
- No White Meat Allowed (2012)
- Office Affairs (2012)
- Orgy Masters (2012)
- Overnight (2012)
- Phat Ass White Booty 7 (2012)
- Phat Black Juicy Anal Booty 9 (2012)
- Racial Profiling 3 (2012)
- Racially Motivated 4 (2012)
- Riding the Flying Pink Pig (2012)
- School of Black Cock (2012)
- Sean Michaels' the Black Pack (2012)
- Sex Boutique: Glory Holes (2012)
- Shafted (2012)
- Showgirlz 1 (2012)
- Showgirlz 2 (2012)
- Teen Anal Nightmare 3 (2012)
- Teen Smackdown Orgy (2012)
- Tori Black On Black (2012)
- Tristan Taormino's Expert Guide to Female Ejaculation (2012)
- Best of Gangbang Auditions 5 (2013)
- Black and Tan (2013)
- Black on White (2013)
- Hip Hop Booty Call 2 (2013)
- Savanna Samson Goes Gonzo (2013)
- Total Black Out (2013)
- White Likes It Dark (2013)
- Young Interracial Fucks (2013)
- Greedy White Girls (2014)

### Regista
- My Baby Got Back 7 (1995)
- Essence (1996)
- Freaknic (1996)
- Waiting To XXX Hale (1996)
- Mr. Marcus' Neighborhood 1 (1997)
- Nightlife 1 (1997)
- Nightlife 2 (1997)
- Nightlife 3 (1997)
- Show Me The Money (1997)
- Mr. Marcus' Neighborhood 2 (1998)
- Mr. Marcus' Neighborhood 3 (1998)
- Mr. Marcus' Neighborhood 4 (1998)
- Nasty Video Magazine 2 (1998)
- Nasty Video Magazine 3 (1998)
- Mr. Marcus' Casting Couch 1 (1999)
- Mr. Marcus' Casting Couch 2 (1999)
- Mr. Marcus' Neighborhood 5 (1999)
- Mr. Marcus' Neighborhood 6 (1999)
- Mr. Marcus' Neighborhood 7 (1999)
- Mr. Marcus' Neighborhood 8 (2000)
- Mr. Marcus.com 1 (2001)
- Mr. Marcus.com 2 (2002)
- Mr. Marcus.com 3 (2002)
- Mr. Marcus.com 4 (2002)
- Sex Mr. Marcus Style (2002)
- Made For Hardcore 1 (2003)
- Made For Hardcore 2 (2003)
- Made For Hardcore 3 (2004)
- Multiples (2004)
- Mr. Marcus' Crazy Ass Movie 1 (2005)
- White Girlz 1 (2006)
- Ms. GoodPussy 1 (2007)
- Ms. GoodPussy 2 (2008)
- Mr. Marcus' Crazy Ass Movie 2 (2010)
- Sex Drive (2011)
- Big Butt Brotha Lovers 18 (2012)